# Kibla

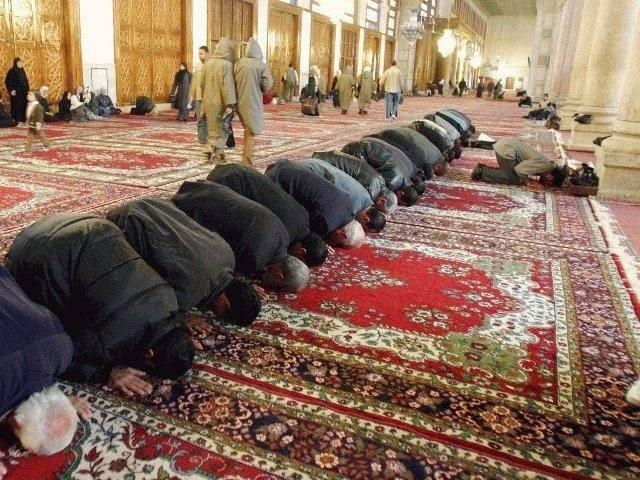
Muslimové při modlitbě v Damašské mešitě směrem k Mekce

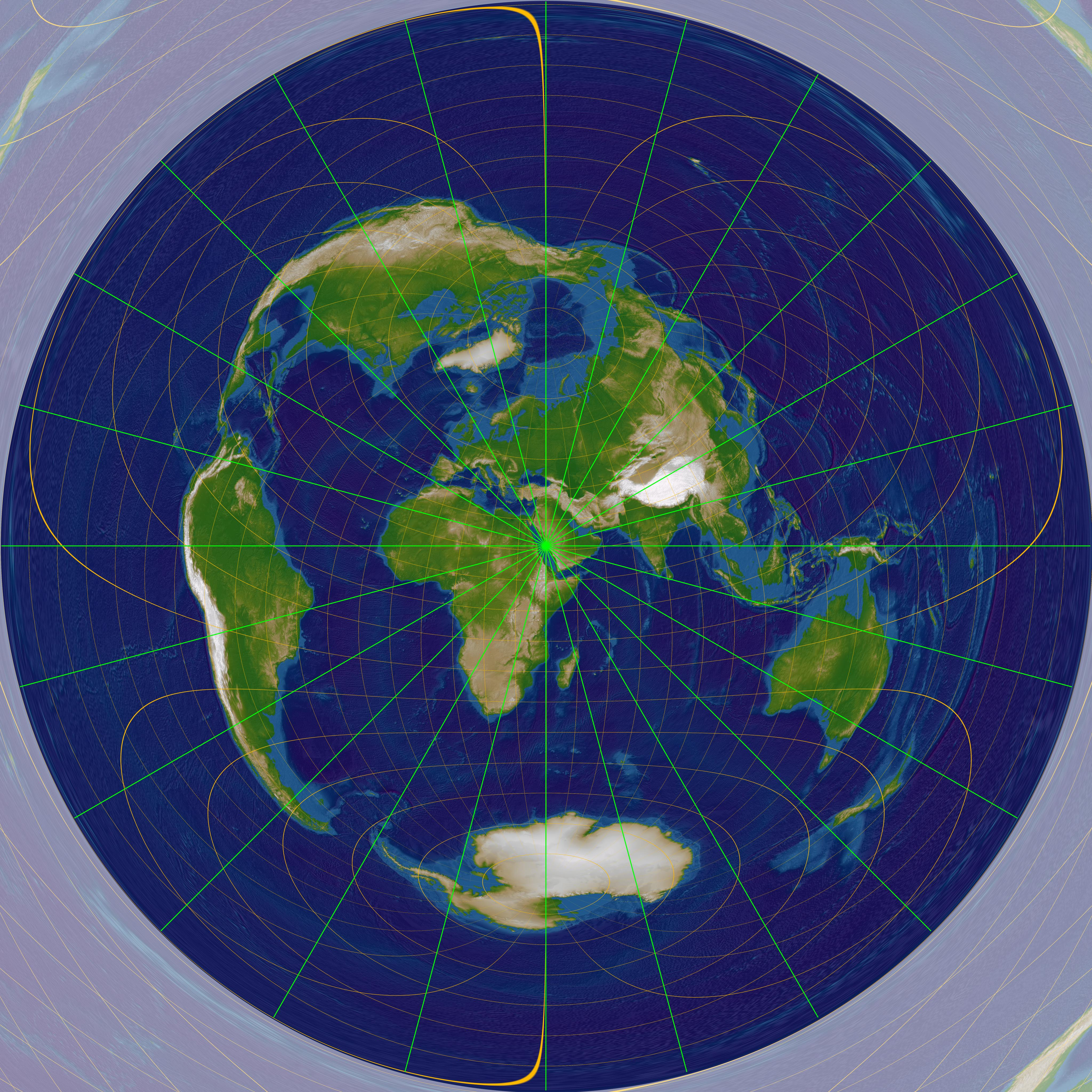
Islámu Kibla

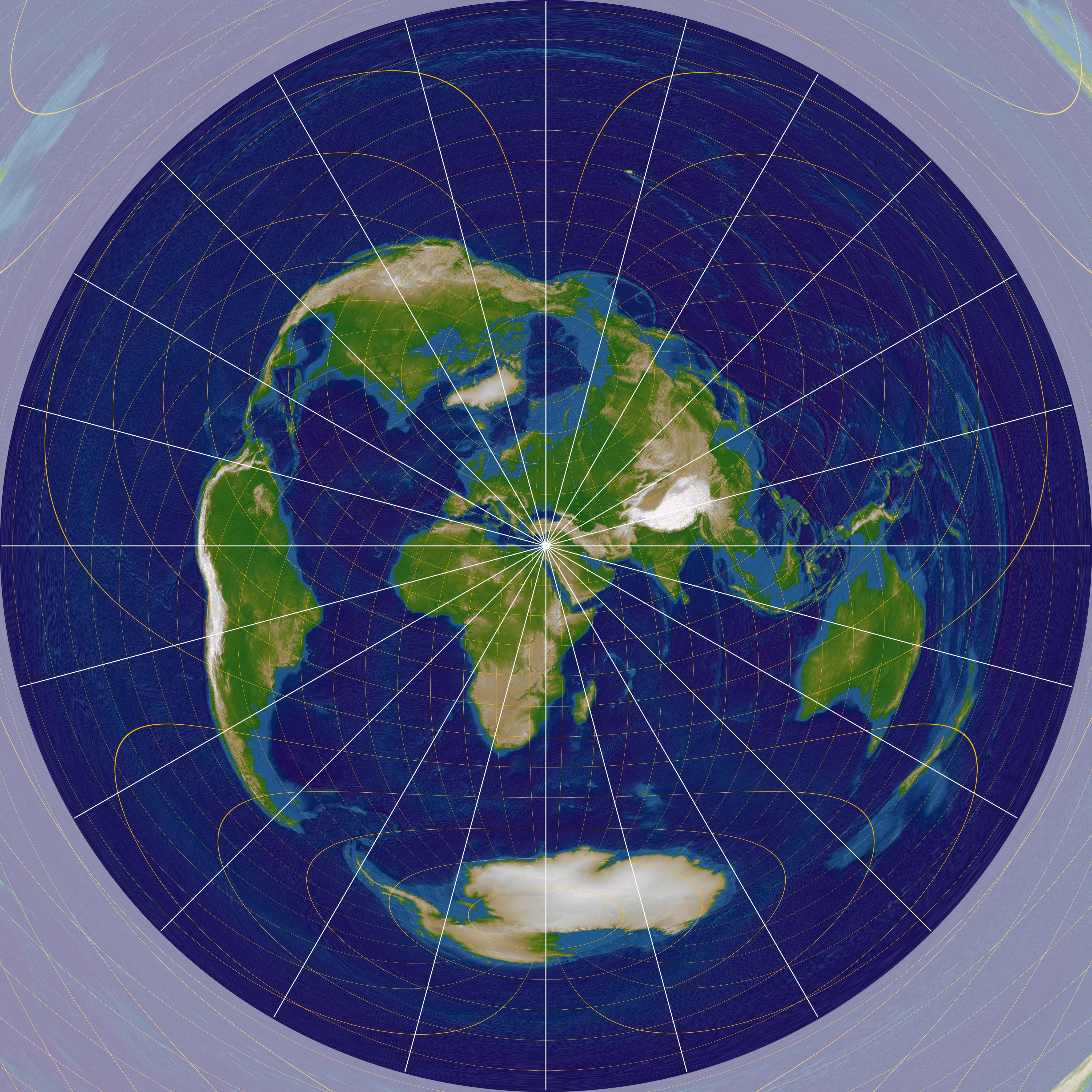
Bahá’í Kibli

Kibla (arabsky قبلة, směr) je směr, kterým se muslimové a přeneseně i příslušníci některých jiných náboženství, obracejí při modlitbě.

## V islámu
Mohamed ustanovil jako směr muslimské modlitby (صلاة salát) po vzoru židů Jeruzalém, přičemž při svém pobytu v Mekce modlil zároveň ke Kaabě. Původní směr tedy tvořil přímku, která protínala Kaabu a Jeruzalém. To však nebylo možné po jeho útěku do Medíny, protože Kaaba ležela na východ od Medíny a Jeruzalém na západ od Medíny. Korán následně uvádí, že se má modlit ke Kaabě. Podle jiné teorie to bylo změněno po roztržce s židy, kteří ho jako proroka nepřijali, a proto kiblu otočil směrem k Mekce. Svatyně Ka'ba v Mekce v Saúdské Arábii se tak stala centrem islámské víry, k níž od té doby směřují modlitby muslimů.
Některé nejstarší mešity tak měly dokonce dvě kibly. Například v přímořském městě Zeila (v dnešním Adenském zálivu na pobřeží Somálska) tehdejší muslimové postavili podle rozšířeného muslimského narativu v roce 615 malou mešitu, která měla později dvě kibly – dva směry modlitby –, neboť byla postavena ještě v době, kdy kibla směřovala k Jeruzalému, což bylo po několika letech změněno na směr k Mekce.

## V bahá’í
Kibla existuje rovněž i v náboženství Bahá’í, kdy se při vykonávání povinné modlitby نماز (persky namáz) věřící obracejí k místu posledního Bahá’u’lláhova pozemského spočinutí v Bahdží v Izraeli.

## V ostatních náboženstvích
Někdy se o kible hovoří i v souvislosti s judaismem, jehož „kiblou“ je Chrámová hora v Jeruzalémě, nebo s křesťanstvím, kde jsou kostely vždy orientovány na východ. Hovořit ale o kible v tomto případě není přesné. Thelémská kibla je orientována k sídlu Boleskine u jezera Loch Ness.